# Palmarejo (Coamo)
Palmarejo es un barrio ubicado en el municipio de Coamo en el estado libre asociado de Puerto Rico. En el Censo de 2010 tenía una población de 3650 habitantes y una densidad poblacional de 262,14 personas por km².

## Geografía
Palmarejo se encuentra ubicado en las coordenadas 18°3′56″N 66°19′40″O / 18.06556, -66.32778. Según la Oficina del Censo de los Estados Unidos, Palmarejo tiene una superficie total de 13.92 km², que corresponden a tierra firme.

## Demografía
Según el censo de 2010, había 3650 personas residiendo en Palmarejo. La densidad de población era de 262,14 hab./km². De los 3650 habitantes, Palmarejo estaba compuesto por el 75.45% blancos, el 10.77% eran afroamericanos, el 0.14% eran amerindios, el 10.74% eran de otras razas y el 2.9% pertenecían a dos o más razas. Del total de la población el 99.7% eran hispanos o latinos de cualquier raza.